# Альянс Скулз
Футбольний клуб Альянс Скулз або просто Альянс Скулз (англ. Alliance Schools Football Club) — професіональний танзанійський футбольний клуб з міста Мванза, який виступає в Першому дивізіоні чемпіонату Танзанії. Належить Об'єднанню шкіл міста Мванза. У сезоні 2016/17 років фінішував на 2-му місці в групі C Першого дивізіону, поступившись путівкою до Прем'єр-ліги «Сінгіді Юнайтед».

## Досягнення
- Перший дивізіон чемпіонату Танзанії (група C)
  -  Срібний призер (1): 2016/17